# Arena Chungmu
Arena Chungmu – przeznaczona do siatkówki hala sportowa znajdująca się w mieście Daejeon w Korei Południowej. Hala została oddana do użytku w 1982 roku i może pomieścić 3 500 widzów.
W hali swoje mecze rozgrywają kobiecy klub siatkarski Daejeon Korea Ginseng Corporation i męski Daejeon Samsung Bluefangs.